# Вебер, Роберт (писатель)
Роберт Вебер (нем. Robert Weber; 5 августа 1824, Рапперсвиль — 7 декабря 1896, Базель) — швейцарский писатель-германист, журналист и публицист.
В течение 12 лет (1848—1860) был пастором в Риферсвиле и Цюрихе, но затем оставил духовное звание, занялся журналистикой и в течение 1860—1864 г. редактировал «Berner Zeitung».
В следующие два года Вебер издал:
- (с критическими и биографическими комментариями) большой труд «Die poetische Nationallitteratur der deutschen Schweiz von Haller bis zur Gegenwart» (вместе с Фогелем, 1866);
- «Die Schweiz im Spiegel d. Dichtung» (1882);
- «Schweizerische Nationalbibliothek» (с 1884 и сл., 28 т.).

С 1878 года он редактирует историко-литературный журнал «Helvetia». Кроме того, им издано несколько сборников стихотворений и повестей:
- «Gedichte» (1848; 5 изд., 1882);
- «Neue Gedichte» (1861);
- «Wolken» (1871);
- «Novellen, Erzählungen etc.» (4 т., 1882)

и др.